# Alessandro Nesta
Alessandro Nesta (født 19. marts 1976) er en italiensk fodboldtræner og tidligere professionel fodboldspiller. Han har bl.a. spillet for de italienske Serie-A-klubber S.S. Lazio (1993-2002) og AC Milan (2002-2012). Han var udset til at være én af de bærende forsvarsspillere under VM i fodbold 2006, men blev skadet tidligt i turneringen og formåede ikke at blive klar til flere kampe. Han har spillet 78 landskampe for det italienske landshold.